# فاليريو فيري
فاليريو فيري (بالإيطالية: Valerio Verre)‏ (11 يناير 1994 بروما في إيطاليا - ) هو لاعب كرة قدم إيطالي في مركز الوسط. شارك مع منتخب إيطاليا تحت 16 سنة لكرة القدم ومنتخب إيطاليا تحت 17 سنة لكرة القدم ومنتخب إيطاليا تحت 19 سنة لكرة القدم ومنتخب إيطاليا تحت 20 سنة لكرة القدم ومنتخب إيطاليا تحت 21 سنة لكرة القدم. أما مع النوادي، فقد لعب مع نادي أودينيزي ونادي باليرمو ونادي بيروجيا ونادي بيسكارا ونادي جنوى ونادي روما ونادي سيينا.

## وصلات خارجية
- فاليريو فيري على موقع قاعدة بيانات كرة القدم.إي يو (الإنجليزية)
- فاليريو فيري على موقع Soccerway.com (الإنجليزية)
- فاليريو فيري على موقع عالم كرة القدم.نت (الإنجليزية)
- فاليريو فيري على موقع AS.com (الإسبانية)